# Rhipidia (Rhipidia) guerrerensis
Rhipidia (Rhipidia) guerrerensis is een tweevleugelige uit de familie steltmuggen (Limoniidae). De soort komt voor in het Neotropisch gebied.